# Beecham Group
Beecham Group plc è stata una multinazionale britannica operante nei settori chimico e farmaceutico. Fondata nel 1859, era la più antica industria chimico-farmaceutica del Regno Unito, che dopo la seconda metà del XX secolo divenne una delle più grandi imprese del suo settore a livello mondiale. Cessò di esistere nel 1989, dopo la fusione con la statunitense SmithKline Beckman.

## Storia

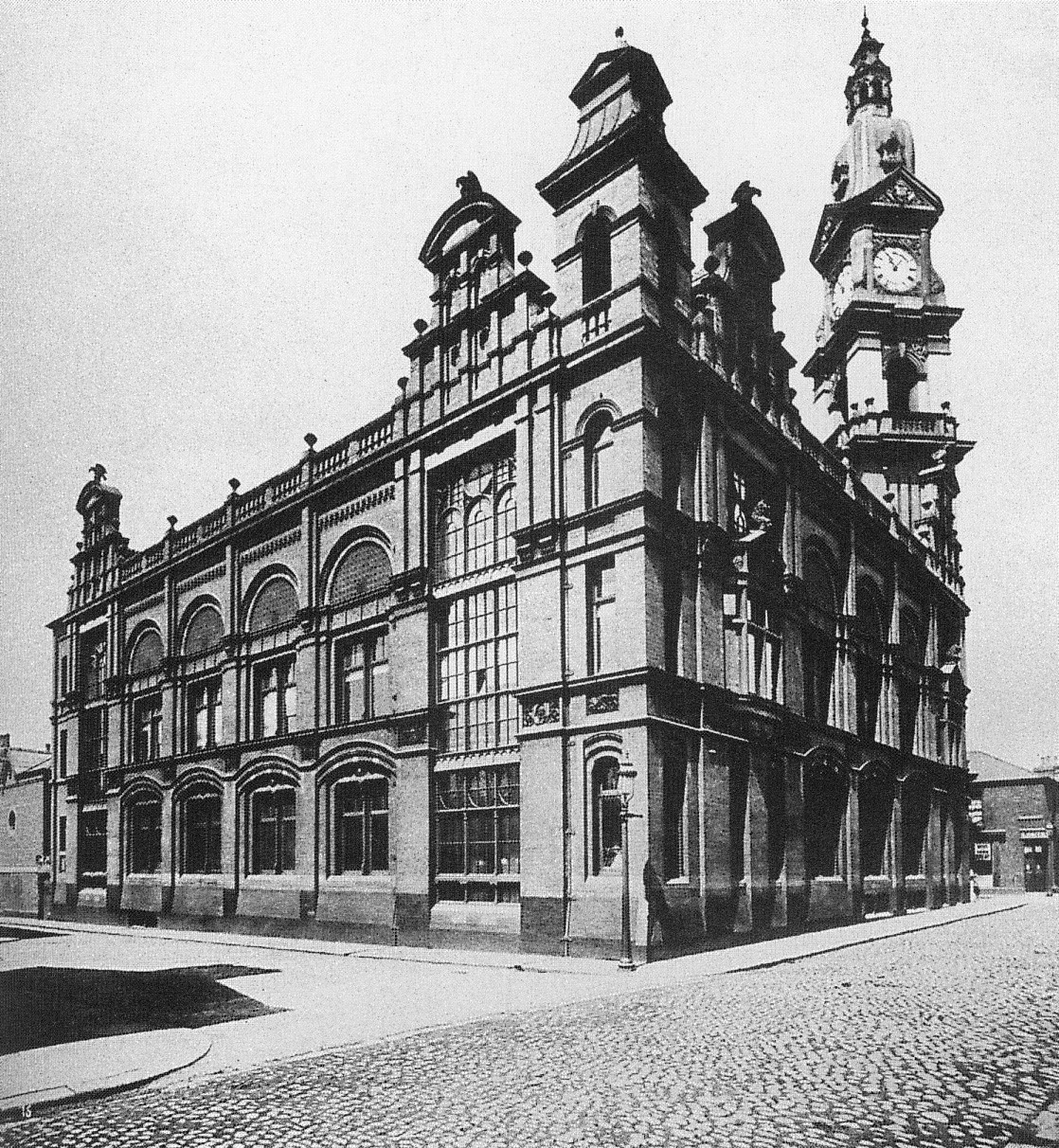
Lo stabilimento Beecham di St Helens

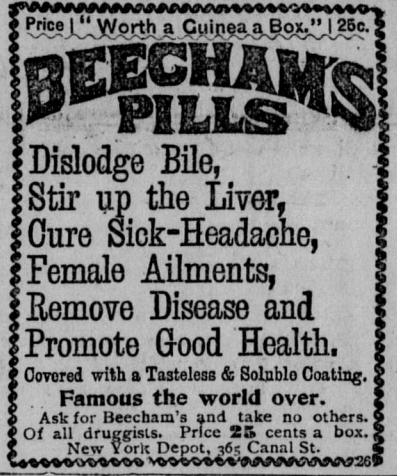
Inserto pubblicitario Beecham's Pils pubblicato sul Los Angeles Herald del 20 luglio 1893

Le origini del Gruppo risalgono alla prima metà del XIX secolo: Thomas Beecham (1820-1907), un venditore ambulante di Wigan, nel Lancashire, nel 1842 iniziò a commercializzare un lassativo da lui stesso creato, la Beecham's Pills. Nel 1847, Beecham ottenne la sua prima licenza medica di brevetto per la sua invenzione a Liverpool, ed aprì la sua farmacia a Wigan. Il successo commerciale riscosso dalla pillola, indusse Beecham ad aprire, nel 1859, una fabbrica a St Helens, nel Nord Ovest dell'Inghilterra, per produrla su scala industriale.
Beecham's Pills fu anche la ragione sociale dell'impresa, che nel 1875 cominciò ad esportare i suoi prodotti in Africa e in Australia. Nel 1885, la sede e attività produttiva furono spostate in un nuovo e moderno stabilimento costruito a St Helens, che nel 1887 venne dotato di energia elettrica. In quello stesso periodo, le pillole Beecham cominciarono ad essere esportate negli Stati Uniti, dove la compagnia inglese aprì uno stabilimento di produzione a New York nel 1890.
Nel 1895, Beecham si ritirò dalla gestione dell'azienda, che passò ai figli Joseph (1848-1916) e William, assistiti dal manager anglo-americano Charles Rowed, che vi collaborava dal 1885. Con loro l'azienda si concentrò in particolare sulla pubblicità e sulla gestione della produzione, tecnica e delle vendite, e degli affari di routine: nel 1913, la produzione delle pillole lassative Beecham raggiunse la quota di 1 milione di unità al giorno. Dopo la morte di Sir Joseph Beecham nel 1916, poiché il figlio maggiore Thomas si interessò alla musica e non alla gestione dell'azienda - divenuta Beecham's Estate - questa venne assunta dall'altro figlio Henry (1888-1947) assieme a Rowed.
La famiglia Beecham, a causa di problemi di natura finanziaria causati dalle spese per mantenere le sue attività immobiliari - come il Convent Garden Estate a Londra - fu costretta a mettere in vendita l'azienda, che nel 1924 venne ceduta per 1,7 milioni di sterline al fondo di investimento Midland Industrial and General Trust, rappresentato dal finanziere Philip Hill (1873-1944). Hill, costituì un nuovo gruppo la cui denominazione fu Beecham Estate and Pill Ltd., che raggruppava l'attività immobiliare e quella industriale dei farmaci, in precedenza possedute dai Beecham. Nel 1928, la Beecham fu registrata come public company, e nello stesso anno acquisì il controllo della statunitense Veno Drug Company Ltd., azienda produttrice di medicinali per la tosse e di antisettici.
L'espansione del Gruppo guidato da Hill verso altri business si verificò nel corso degli anni trenta-quaranta: nel 1934 lanciò sul mercato il Beecham's Powders, un analgesico curativo; nel 1938-39, rilevò il controllo delle aziende statunitensi Macleans (dentifrici), Eno's (sali di frutta), County Perfumery (prodotti per capelli Brylcreem) e Lucozande (bibite).; il biochimico Charles Dodd, consulente tecnico di Hill, ottenne di poter disporre di un laboratorio per la ricerca e lo sviluppo, e nel 1943 fu perciò costituita la Beecham Research Laboratories Ltd., la cui sede fu Brockham Park, nel Surrey, la cui attività verrà avviata ufficialmente nel 1947. Acquistò inoltre il brevetto di mediciali come Yeast Vite, Iron Jelloids, Phosferine e Phyllosan.
Nel 1944, morì Philip Hill, e fu modificata la denominazione del Gruppo, che divenne Beecham Group Ltd. Nel periodo successivo il Gruppo Beecham attraversò un periodo di crisi dovuto al deterioramento della sua situazione finanziaria, finché nel 1951 fecero ingresso gli investitori Kenneth Keith e Leslie Lazell (1903-1982), con quest'ultimo che assunse l'incarico di amministratore delegato. Con la gestione di Lazell il Gruppo inglese conobbe una notevole importante di ripresa, e nel 1953, acquisì il controllo di C.L. Bencard, azienda specializzata nella produzione di vaccini contro l'allergia.
Nel settore dei beni di consumo fu ampliata la produzione con i succhi, le bevande e lo shampoo, ma soprattutto, furono fatte delle importanti scoperte in quello farmaceutico: nel 1957, nei laboratori Beecham, i ricercatori dell'azienda, in collaborazione con quelli della Bristol Laboratories, isolarono il nucleo di penicillina acido 6-amminopenicillanico (6-APA), e questa scoperta aprì la porta alla produzione di una moltitudine di nuovi antibiotici. Nel 1959 Beecham commercializzò il Broxil (feneticillina), seguito a breve da Celbenin (meticillina). L'introduzione di questi prodotti rappresentò una svolta medica, poiché molti ceppi batterici avevano sviluppato una resistenza alle penicilline originali - Penicillina G e Penicillina V. Nel 1961, la Penbritina (ampicillina) raggiunse il mercato, e presto le strutture di Beecham si rivelarono inadeguate per la domanda mondiale. Fu perciò creato uno stabilimento a Worthing che entrò in funzione nei primi anni sessanta per produrre 6-APA, la base per penicilline semisintetiche. Il ruolo di Beecham negli antibiotici portò ad una crescita enorme negli anni sessanta e settanta.
Nella seconda metà degli anni sessanta, Beecham Group avviò la propria espansione verso l'Europa continentale, dove creò numerose filiali, e tornò ad essere presente negli Stati Uniti, dove aprì uno stabilimento per la produzione di antibiotici a Piscataway, nel New Jersey (1967), e acquisì il controllo di Horlicks Malted Milk Co, produttrice di un tipo di bevanda a base di latte e malto d'orzo (1969), e di S. E. Massengill, produttrice di articoli per l'igiene femminile (1971). Nel 1971, Ronald Edwards, che sostituì Lazell nel 1968 alla guida del Gruppo, tentò l'assalto alla Glaxo Laboratories per acquisirne il controllo, ma l'offerta, di 290 milioni di sterline, fu respinta dal board di Glaxo, e bloccata dalla UK Competition Commission. A metà degli anni settanta, nuovi farmaci non antibiotici - come il vaccino contro l'allergia Pollinex e l'antidepressivo Norval - si unirono alla crescente linea antibiotica di Beecham, che comprendeva tre prodotti ampiamente usati: Amoxil (amoxicillina), Floxapen (fluocloracillina) e Ticar (ticarcillina).
Nel corso degli anni ottanta, numerose aziende chimiche e farmaceutiche, americane ed europee, passarono sotto il controllo di Beecham Group, tra queste le tedesche Lingner & Fischer, UHU e Wülfing, la francese Neolait, e le italiane Manetti & Roberts e Zambeletti. Nel 1986, il Gruppo, alla cui guida si era insediato l'americano Robert Bauman, avviò una partnership commerciale ed industriale con la statunitense SmithKline Beckman, con la quale avviò il progetto di fusione che portò alla creazione, nel 1989, di un nuovo gruppo farmaceutico denominato SmithKline Beecham, il secondo a livello mondiale dopo Merck Sharp & Dohme.

## Informazioni e dati

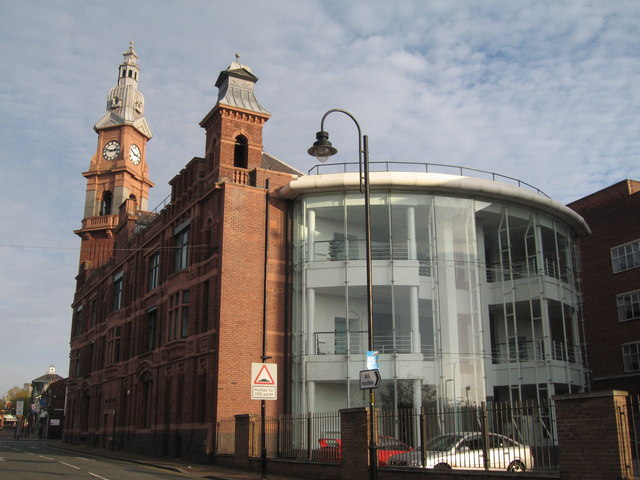
L'ex stabilimento Beecham di St Helens, oggi

La Beecham Group plc, con sede legale a Londra, era un'azienda multinazionale chimico-farmaceutica, e le sue attività si dividevano in due settori, quello della produzione e commercializzazione di farmaci e medicinali per uso umano e per gli animali, e dei prodotti di consumo per la cura e l'igiene personale, nonché dei cosmetici. Nel settore dei beni di consumo, tra i suoi marchi più noti vi erano Amami, Aquafresh, Badedas, Neutro Roberts, Ribena e UHU.
Il Gruppo era presente a livello commerciale in 130 paesi in Europa, Americhe, Africa e Oceania, e in 29 di essi con propri stabilimenti di produzione. I suoi mercati principali erano il Regno Unito, gli Stati Uniti, la Germania Ovest, la Francia, l'Italia e la Spagna.
Al 1988 impiegava 35 800 persone - di cui 11 300 nel Regno Unito e 11 700 in Europa - e realizzava un fatturato di 2,4 miliardi di sterline, ed un utile netto di 221,8 milioni.